# Tour de Layaz
La Tour de Layaz, à l’entrée de la ville haute de Moudon, dans le canton de Vaud en Suisse, est une ancienne tour d’enceinte. Elle protégeait la porte de ville et le pont du même nom, aujourd’hui disparus.

## Historique
La porte, dite de Layaz (1447), accompagnée de plusieurs éléments défensifs, dont un fossé que l’on franchissait au moyen d’un pont, servait avant le XIIIe siècle d’entrée principale du noyau urbain médiéval de Moudon. Elle était protégée d’une tour rectangulaire attestée depuis 1417-1419 et sans doute percée d’archères vers 1475. Le complexe défensif est progressivement démantelé à partir du XVIe siècle, à commencer par la porte, démolie en 1501. Seule subsiste la tour.
La tour, de plan carré (env. 7 x 7 m, haute de 15 m), s’appuie jusqu’à mi-hauteur contre la terrasse du château de Carrouge. Ses ouvertures ont été percées ultérieurement, notamment ses fenêtres du XVIIe siècle aux deux niveaux supérieurs.
Classée monument historique en 1905, la tour a obtenu la note 1 (d’importance nationale) au recensement architectural du canton de Vaud. Elle est inscrite comme bien culturel suisse d'importance nationale. 